# Palazzo Justus Lipsius
Il Palazzo Justus Lipsius è un palazzo di Bruxelles. È la sede principale del Segretariato generale del Consiglio dell'Unione europea.
Il palazzo è collocato nel quartiere europeo di Bruxelles, in Rue de la Loi, 175. Si trova di fronte al palazzo Berlaymont che ospita la Commissione europea. L'edificio è intitolato al filologo e umanista fiammingo Justus Lipsius, a cui era intitolata la strada rimossa per costruire il palazzo.

## Storia
Nel 1985 il Consiglio delle Comunità europee prese la decisione di dotarsi di una nuova sede, più adatta alle sue esigenze rispetto al palazzo Charlemagne che occupava all'epoca. Il terreno individuato per l'edificio apparteneva allo stato belga. La costruzione del palazzo cominciò nel 1989 e l'inaugurazione ufficiale avvenne il 29 maggio 1995 durante il turno di presidenza francese del Consiglio.
A partire dal 1º maggio 2004 il palazzo ospita anche i vertici del Consiglio europeo.
Dal 2017, dopo la conclusione dei lavori di costruzione dell'adiacente palazzo Europa, la sede principale dei vertici del Consiglio europeo, del suo presidente e delle riunioni del Consiglio dell'Unione europea è stata trasferita nel nuovo edificio; il palazzo Justus Lipsius continua ad ospitare gli uffici del Segretariato generale del Consiglio dell'Unione europea.

## Architettura

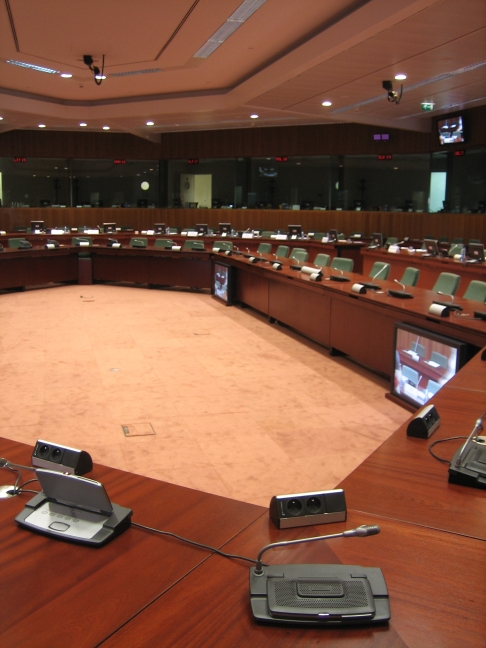
La sala del consiglio all'interno del palazzo

Come gran parte degli edifici del quartiere europeo, il palazzo, intitolato a Justus Lipsius, ha un'architettura moderna. Alla progettazione dell'edificio parteciparono vari architetti ed ingegneri di diversi stati membri e alla costruzione contribuirono varie imprese europee.
La superficie complessiva del palazzo è di 215.000 m2, divisa in tre parti collegate (centro per le conferenze, segretariato generale e servizi). Le varie ali dell'edificio hanno da sei a nove piani e sono disposte attorno a cortili alberati. I corridoi all'interno dell'edificio coprono complessivamente 24 km.

## Accesso
L'accesso al palazzo è limitato, tranne che per il cortile d'onore che si apre sull'ingresso principale in Rue de la Loi. Visite pubbliche sono possibili durante il giorno di apertura annuale.